# St. Bartholomäus (Nienstädt)
Die Kirche Sankt Bartholomäus war die katholische Kirche in Nienstädt, einer Gemeinde im Landkreis Schaumburg in Niedersachsen. Sie gehörte zuletzt zur Pfarrgemeinde St. Joseph mit Sitz in Stadthagen, im damaligen Dekanat Bückeburg (heute Weserbergland) des Bistums Hildesheim. Die Kirche war nach dem heiligen Apostel Bartholomäus benannt und befand sich im Tannenweg 2 (Ecke Sülbecker Straße). Heute ist die nächstliegende katholische Kirche St. Josef im rund vier Kilometer entfernten Obernkirchen, die katholischen Einwohner von Nienstädt gehören jedoch zur Pfarrgemeinde St. Joseph im rund fünf Kilometer entfernten Stadthagen.

## Geschichte
Infolge der Flucht und Vertreibung Deutscher aus Mittel- und Osteuropa 1945–1950 ließen sich auch im seit der Reformation protestantisch geprägten Nienstädt wieder Katholiken nieder. Katholische Gottesdienste fanden vor dem Bau der Kirche in der an der Bundesstraße 65 gelegenen Gaststätte Fritz Krömer statt.
Die St.-Bartholomäus-Kirche wurde 1969 errichtet, am 26. April des gleichen Jahres erfolgte ihre Benediktion. Sie gehörte anfangs als Filialkirche zur Pfarrei St. Joseph in Stadthagen, später zeitweise auch zur Kirchengemeinde Heilig Kreuz in Helpsen. Mindestens seit der Fusion der Pfarrgemeinden Helpsen und Stadthagen am 1. September 2008 gehörte die St.-Bartholomäus-Kirche wieder zur Pfarrei Stadthagen.
Am 27. November 2010 erfolgte die Profanierung der St.-Bartholomäus-Kirche durch Generalvikar Werner Schreer, im Dezember 2011 wurde sie abgerissen. Das Grundstück wurde verkauft und darauf Wohnbebauung errichtet.

## Architektur und Ausstattung
Die Kirche befand sich in rund 98 Meter Höhe über dem Meeresspiegel und wurde vom Diözesanbauamt unter der Leitung von Josef Fehlig als Fertigteilkirche mit freistehendem Glockenturm erbaut. Vor einer Marienstatue konnten Opferkerzen aufgestellt werden.